# 4277 Holubov
4277 Holubov је астероид главног астероидног појаса са средњом удаљеношћу од Сунца која износи 2,724 астрономских јединица (АЈ).
Апсолутна магнитуда астероида је 12,8.